# Papa Claude Nahimana
Papa Claude Nahimana (14 ottobre 1987) è un calciatore burundese, attaccante del Vital'O.

## Carriera

### Club
Nel 2006 firma un contratto con l'Atlético Olympic. Nel 2013 si trasferisce in Ruanda, al Mukura Victory Sports.

### Nazionale
Debutta in Nazionale il 12 dicembre 2007, in Kenya-Burundi.

## Palmarès

### Club

#### Competizioni nazionali
- Amstel Ligue: 1

Atlético Olympic: 2010-2011